# Réserve naturelle nationale du Courant d'Huchet
La réserve naturelle nationale du Courant d'Huchet (RNN57) est une réserve naturelle nationale située en Nouvelle-Aquitaine. Classée en 1981, elle occupe une surface de 618 hectares et protège une partie de l'étang de Léon et son émissaire vers l'océan Atlantique, le courant d'Huchet.

## Localisation

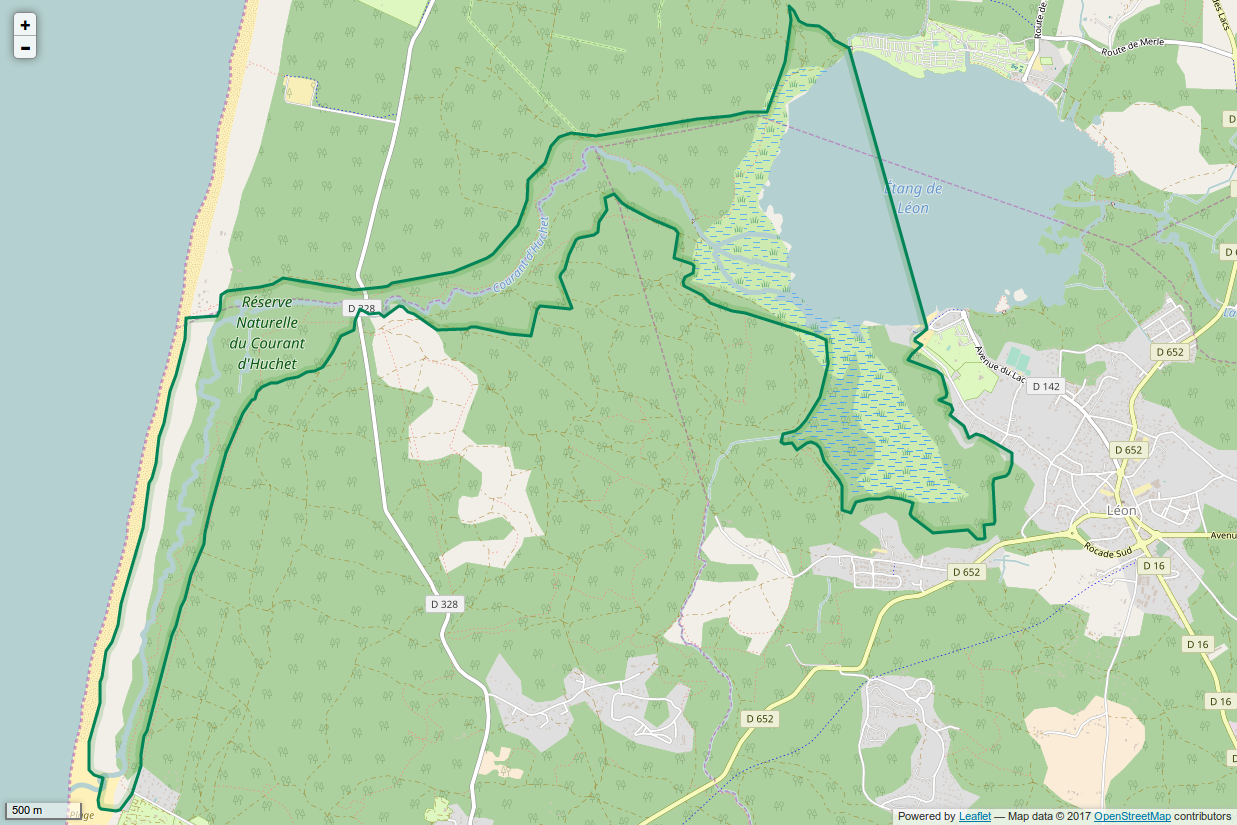
Périmètre de la réserve naturelle.

Le territoire de la réserve naturelle est dans le département des Landes, sur les communes de Léon, Moliets-et-Maa et Vielle-Saint-Girons. Il comprend l'intégralité du cours du courant d'Huchet ainsi que la moitié ouest de l'étang de Léon pour une surface totale de 617,94 hectares entre 0 m et 10 m d'altitude.

## Histoire du site et de la réserve

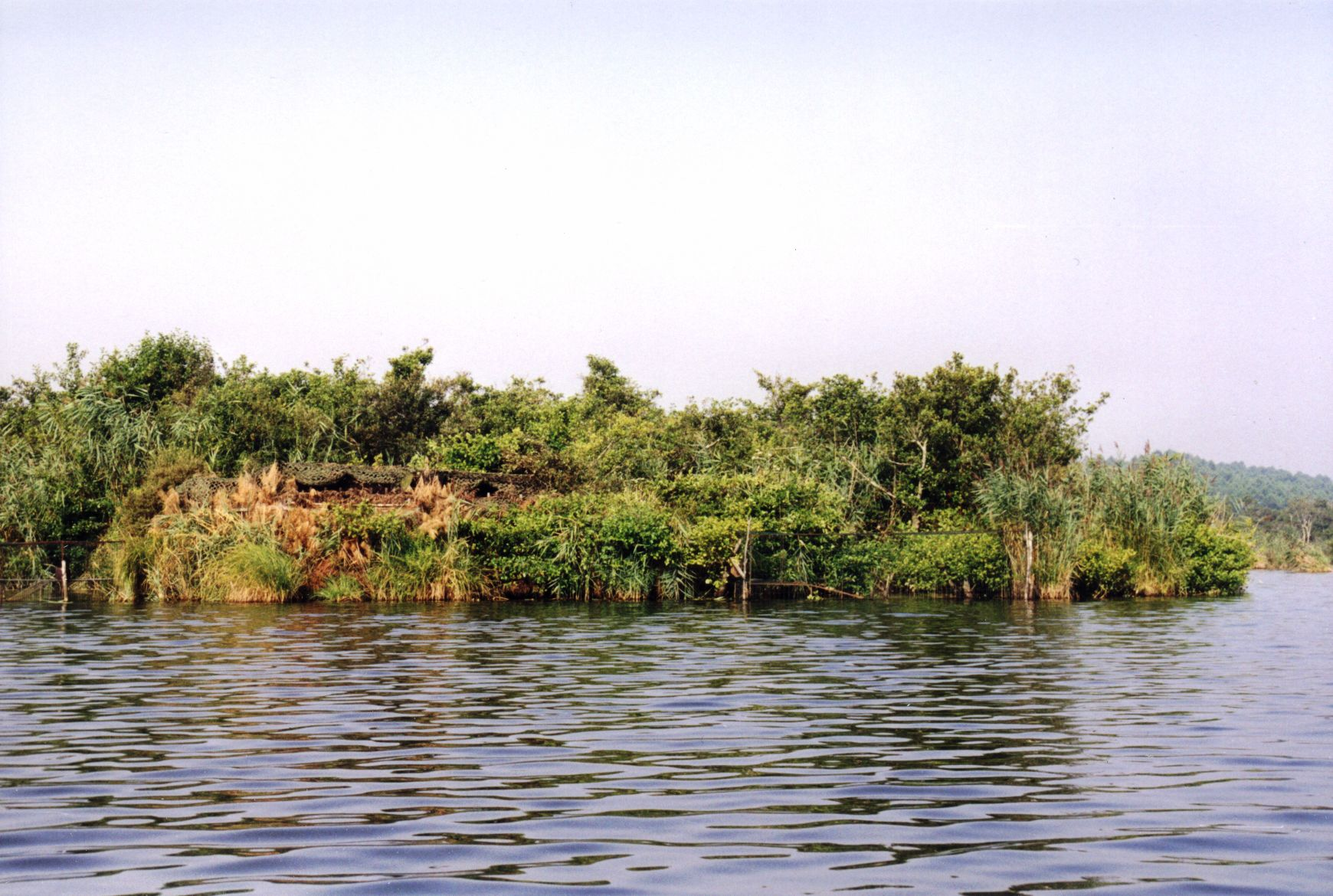
L'émissaire de l'étang de Léon.

Le classement en réserve naturelle découle d'une volonté de conserver le site en limitant sa fréquentation touristique.

## Écologie (biodiversité, intérêt écopaysager…)
Les multiples faciès représentés dans cette réserve naturelle vont du cordon dunaire à la forêt des Landes, en passant pour les marais, les tourbières, l’étang de Léon, le courant d’Huchet, etc. Ce site est également remarquable par la population de Blongios nain qu’il abrite mais aussi compte tenu de l’existence d’une population de Vison d'Europe remarquable. 

### Flore
La flore compte 285 espèces dont 22 sont patrimoniales. On note la présence d'espèces exotiques telles que le Cyprès chauve, l'Osmonde royale et l'Hibiscus Rose de Chine.

### Faune

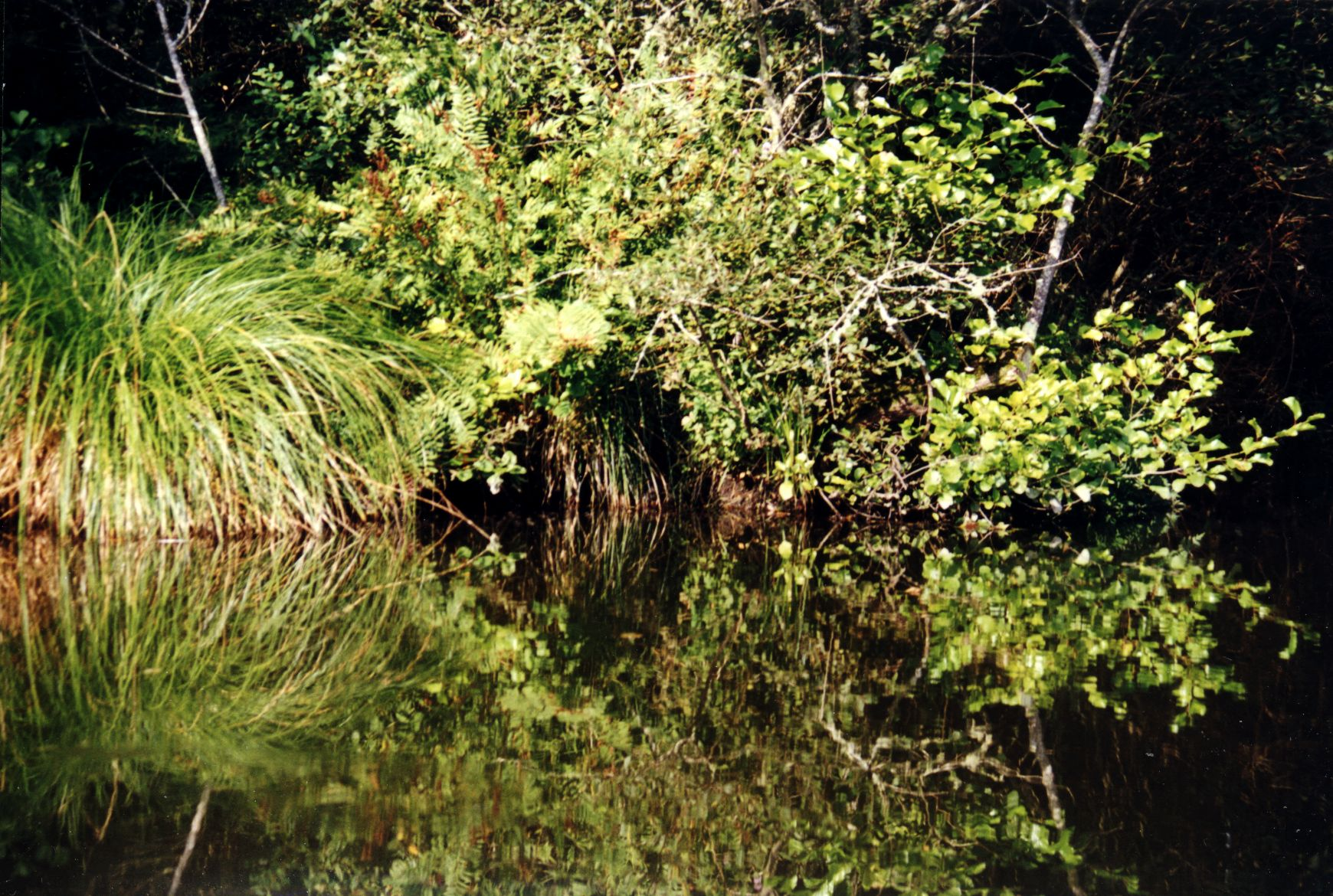
Végétation dense des rives.

Les mammifères fréquentant le site comptent le Vison d'Europe, la Genette, le Campagnol amphibie ainsi que divers chiroptères. Les berges accueillent le Chevreuil, la Loutre d'Europe et le Sanglier.
L'avifaune est très riche. Dans les ardéidés, on peut trouver l'Aigrette garzette, le Bihoreau gris, le Blongios nain, le Butor étoilé, le Héron cendré et la Grande Aigrette. Les rapaces comptent le Balbuzard pêcheur, l'Aigle botté, la Bondrée apivore, le Busard cendré, le Busard des roseaux, le Busard Saint-Martin, le Circaète Jean-le-blanc, le Faucon pèlerin, le Faucon émerillon, le Milan noir, le Milan royal, le Pygargue à queue blanche. Les anatidés comptent le  Canard colvert et la Sarcelle d'hiver. Signalons encore les espèces suivantes : Alouette lulu, Bécasse des bois, Bruant ortolan, Engoulevent d'Europe, Fauvette pitchou, Gorgebleue à miroir, Grand Cormoran, Guifette moustac, Guifette noire, Martin-pêcheur, Mouette mélanocéphale, Phragmite aquatique, Pie-grièche écorcheur, Râle d'eau, Sterne caugek et Sterne pierregarin. 

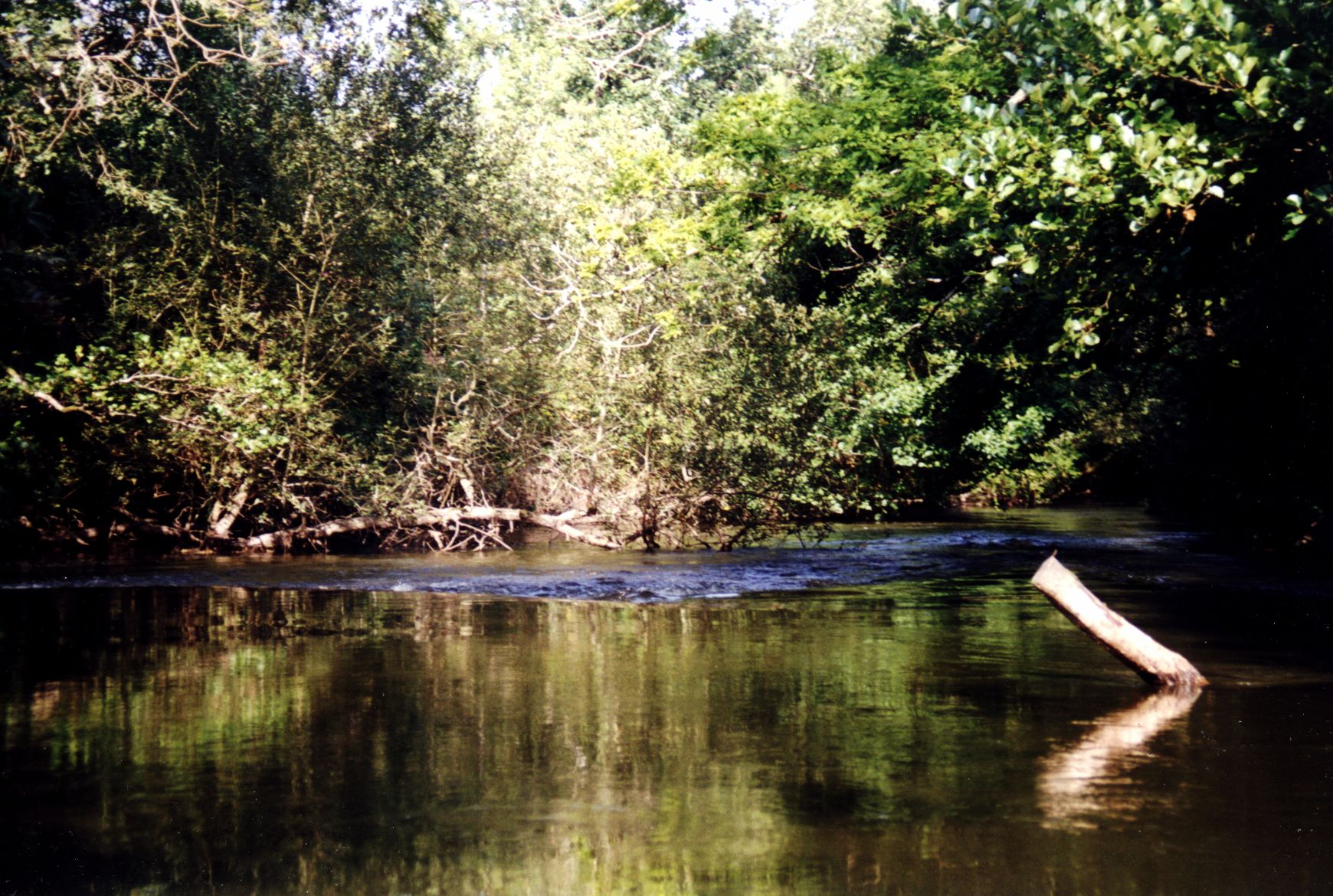
Cascade sur le courant d'Huchet.

Les amphibiens et reptiles comptent 20 espèces : Triton marbré, Lézard ocellé, Lézard vivipare, Orvet, Coronelle girondine ou tortue Cistude.
Les poissons comptent l'Anguille et la Lamproie marine.
On compte environ 270 espèces d'invertébrés dont 43 espèces de libellules (Agrion de Mercure, Cordulie à corps fin).
Le Ragondin autrefois invasif est en voie d'extermination.

## Intérêt touristique et pédagogique

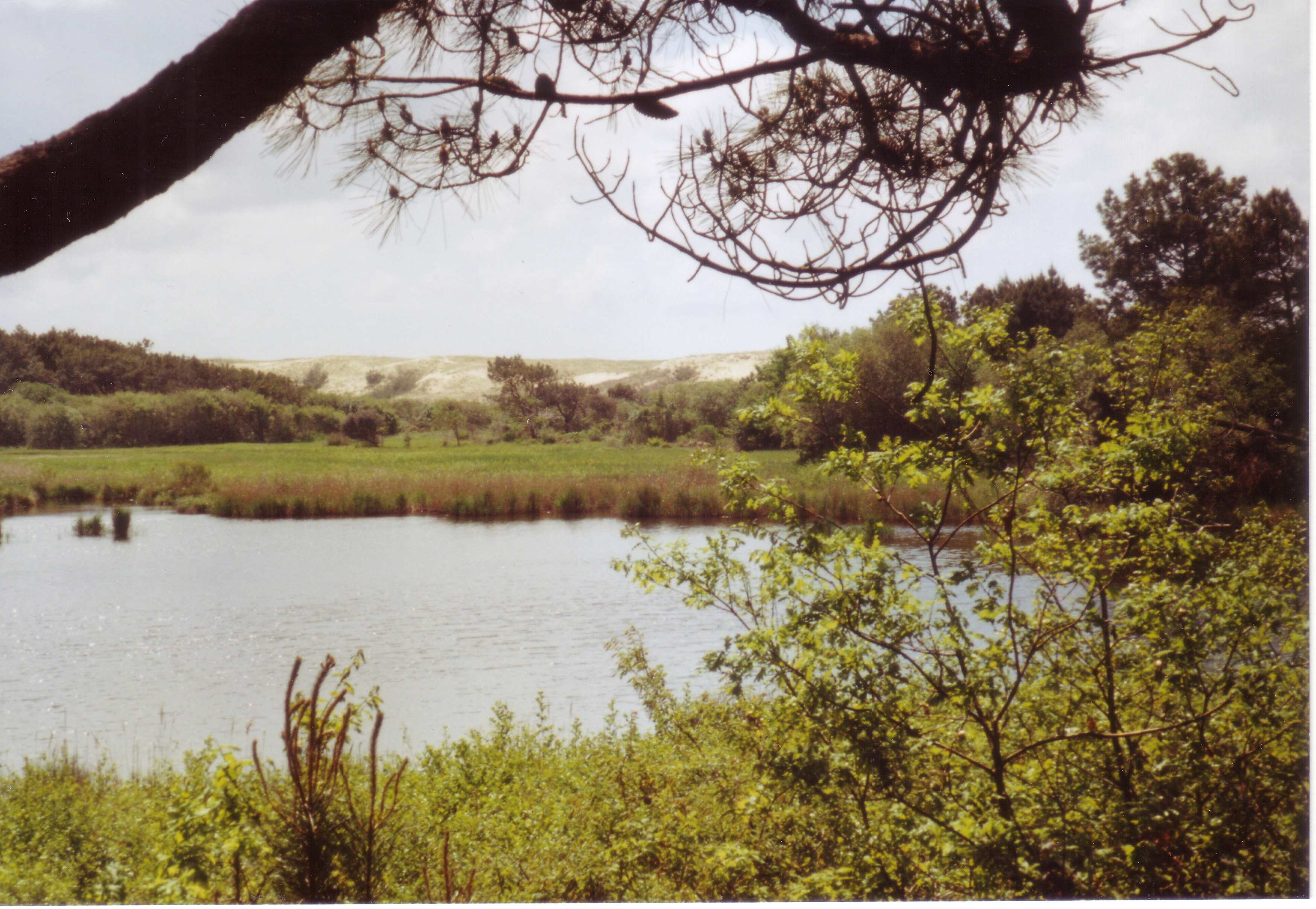
Les dunes en arrière-plan.

Le courant d'Huchet est surnommé la Petite Amazonie des Landes[réf. souhaitée], en raison de son intérêt en termes de biodiversité.

## Administration, plan de gestion, règlement
La réserve naturelle est gérée par le Syndicat intercommunal aménagement gestion RN Courant d'Huchet.

### Outils et statut juridique
La réserve naturelle a été créée par un décret du 29 septembre 1981. Ce décret a été modifié par nouveau décret du 19 avril 1985.